# Leon Jackson
Leon Jackson (Whitburn, Escocia; 30 de diciembre de 1988) es un cantante y compositor británico quién ganó la cuarta temporada del programa busca talentos británico The X Factor en el 2007. La canción que lo hizo salir ganador fue "When You Believe", que fue lanzado en diciembre de 2007 como su primer sencillo, alcanzando el primer puesto en las principales listas de Reino Unido e Irlanda.
Su segundo sencillo, "Don't Call This Love", de su álbum Right Now, fue lanzado el 12 de octubre de 2008, alcanzando el tercer puesto en Reino Unido y el octavo en Irlanda. El álbum fue lanzado el 21 de octubre de ese año, y alcanzó el cuarto puesto en Reino Unido y el séptimo en Irlanda.
En marzo de 2009, Jackson dejó su contrato con el sello discográfico Sony BMG. Jackson dijo que había programado una gira de conciertos con anterioridad.

## Discografía

### Álbumes de estudio
| Año  | Detalles del Álbum                        | Mejores posiciones en listas | Mejores posiciones en listas | Certificaciones          | Ventas                        |
| Año  | Detalles del Álbum                        | UK                           | IRE                          | Certificaciones          | Ventas                        |
| ---- | ----------------------------------------- | ---------------------------- | ---------------------------- | ------------------------ | ----------------------------- |
| 2008 | Right Now - Formato: CD, descarga digital | 4                            | 7                            | - UK: Oro - IRE: Platino | - UK: 130,000+ - IRE: 15,000+ |

### Sencillos
| Año                                    | Sencillo               | Mejores posiciones en listas | Mejores posiciones en listas | Mejores posiciones en listas | Álbum     |
| Año                                    | Sencillo               | UK                           | IRL                          | EU                           | Álbum     |
| -------------------------------------- | ---------------------- | ---------------------------- | ---------------------------- | ---------------------------- | --------- |
| 2007                                   | "When You Believe"     | 1                            | 1                            | 4                            | Right Now |
| 2008                                   | "Don't Call This Love" | 3                            | 8                            | 10                           | Right Now |
| 2008                                   | "Creative"             | 94                           | —                            | —                            | Right Now |
| 2009                                   | "Stargazing"           | —                            | —                            | —                            | Right Now |
| "—" denota que no entró en los charts. |                        |                              |                              |                              |           |